# Alois Musil

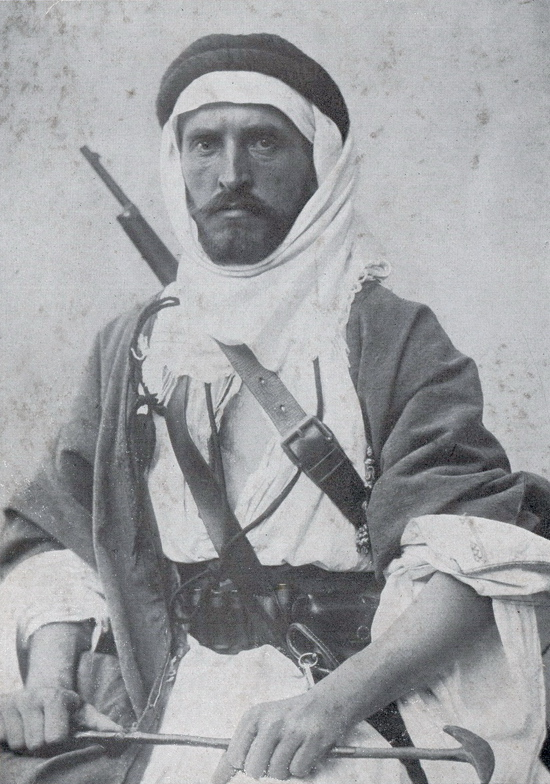
Alois Musil 1901.

Alois Musil, född 30 juni 1868, död 12 april 1944, var en österrikisk-tjeckisk orientalist och upptäcktsresande.
Musil blev professor i katolsk teologi i Olmütz 1902, Wien 1909, samt i orientalistik vid tjeckiska universitetet i Prag 1919. Han företog från 1896 talrika resor i Moab, Edom, Nordarabien och Mesopotamien. Bland Musils skrifter märks Kusajr 'Amra (2 band, 1907), Arabia petræa (3 band, 1907-08), Arabia deserta (1927), Palmyrena (1928), The northern Neĝd (1928), In the Arabian desert (1930) samt Topographical itineraries of explorations in Arabia and Mesopotamia (6 band, 1927).